# 魔王イブロギアに身を捧げよ
『魔王イブロギアに身を捧げよ』（まおうイブロギアにみをささげよ）は、梶原伊緒による漫画作品。2020年4月16日より『ComicFesta』ほかにて「BLスクリーモ」レーベルで連載されている。

## あらすじ
社会のはぐれ者であった牛頭利晃（ゴズ）は、撃ち殺されてゲームの世界に転生する。そこがゲームの世界であり、自分が魔王イブロギア（イブ）の暗殺を行う役であることに気づいたゴズは、イブに求愛をし、共に世界征服を目指す。

## 登場人物
声はドラマCDおよびアニメの声優。
イブロギア / イブ
声 - 堀江瞬
本作主人公の一人、幼いころから魔力が強く、親から蔑ろにされている。覚醒前のため、ゲーム内に登場する魔王の姿とは異なり幼い。
牛頭利晃 /ゴズ
声 - 佐藤拓也
本作主人公の一人、社会のはぐれ者であり、幼いころからゲームの中のラスボス・魔王イブロギアに憧れていた。転生後はイブに求愛し、共に過ごす。
ティシア
声 - 生天目仁美
村娘。
マキディー
声 - 安元洋貴
格闘家。

## 書誌情報
- 梶原伊緒『魔王イブロギアに身を捧げよ』彗星社〈Glanz BL comics〉、既刊7巻（2025年3月18日発売）
  1. 2021年2月18日発売[6]、ISBN 978-4-434-28282-9
    - ドラマCD付き特装版 同日発売[4]、ISBN 978-4-434-28283-6

  2. 2021年10月18日発売[7]、ISBN 978-4-434-29188-3
  3. 2022年10月18日発売[8][9]、ISBN 978-4-434-30644-0 / ISBN 978-4-434-30645-7（小冊子付特装版）
  4. 2023年5月18日発売[10][11]、ISBN 978-4-434-31680-7 / ISBN 978-4-434-31681-4（小冊子付特装版）
  5. 2023年11月17日発売[12][13]、ISBN 978-4-434-32534-2 / ISBN 978-4-434-32535-9（小冊子付特装版）
  6. 2024年9月18日発売[14]、ISBN 978-4-434-34105-2
  7. 2025年3月18日発売[15]、ISBN 978-4-434-35063-4

## テレビアニメ
2021年10月から11月までTOKYO MX・BS11ほかにて5分枠のショートアニメとして放送。『AnimeFestaオリジナル』枠としては『しょうたいむ！〜歌のお姉さんだってしたい〜』と合わせ、初の週2作同時放送（BS11では2本立て放送）となった。また、成人向けとなるプレミアム版はAnimeFestaにて独占配信。

### スタッフ
- 原作 - 梶原伊緒[5]
- 企画・プロデュース - 瀬川章子
- 監督 - 凪早苗[5]
- シリーズ構成 - 凪早苗、黒崎エーヨ
- キャラクターデザイン - 岩倉ヨーコ[5]
- 色彩設計 - ほしのあみ[5]
- 美術設定 - 阿曽歩[5]
- 美術監督 - 江島浩一
- 撮影監督 - 柳田貴志[5]
- 編集 - 新海コウキ[5]
- 音楽 - 川村利典
- 音響監督 - みさわあやこ[5]
- 音響制作 - ブラックフラッグ[5]
- プロデューサー - そうまあかり
- アニメーションプロデューサー - スパイシー三郎
- アニメーション制作 - studio HōKIBOSHI[5]
- 製作 - 彗星社[5]

### 主題歌
「Change the world」
イブロギア（堀江瞬）、牛頭利晃（佐藤拓也）による主題歌。作詞はPA-NON、作曲・編曲はだいふく。

### 各話リスト
| 話数  | サブタイトル             | シナリオ   | 絵コンテ | 演出     | 作画監督                              | 総作画監督        | 初放送日       |
| ----- | ------------------------ | ---------- | -------- | -------- | ------------------------------------- | ----------------- | -------------- |
| 第1話 | 魔王サマとご対面         | 凪早苗     | 凪早苗   | にわ素彦 | 石川慎亮 阿部楓子 香揺木宏夢 小澤和則 | 岩倉ヨーコ        | 2021年 10月2日 |
| 第2話 | 魔王サマ殺害計画         | 凪早苗     | 凪早苗   | にわ素彦 | 重國浩子 三沢聖也 片岡恵美子          | 岩倉ヨーコ        | 10月9日        |
| 第3話 | 魔王サマに求愛中         | 凪早苗     | kamisiro | kamisiro | 山村俊了                              | 岩倉ヨーコ        | 10月16日       |
| 第4話 | 魔王サマからのプロポーズ | 凪早苗     | kamisiro | kamisiro | 中本尚 菅原之道雪 小澤和則            | 岩倉ヨーコ 中本尚 | 10月23日       |
| 第5話 | 魔王サマと婚前旅行       | 黒崎エーヨ | 曽根利幸 | 曽根利幸 | 重國浩子 BigOwl                       | 岩倉ヨーコ        | 10月30日       |
| 第6話 | 魔王サマはご立腹         | 黒崎エーヨ | にわ素彦 | にわ素彦 | BigOwl                                | 岩倉ヨーコ        | 11月6日        |
| 第7話 | 魔王サマと謎の町         | 黒崎エーヨ | にわ素彦 | にわ素彦 | BigOwl                                | 岩倉ヨーコ        | 11月13日       |
| 第8話 | 魔王サマと格闘家         | 黒崎エーヨ | にわ素彦 | にわ素彦 | 菅原之道雪 BigOwl                     | 岩倉ヨーコ 中本尚 | 11月20日       |
| 第9話 | 魔王サマと踊る夜         | 黒崎エーヨ | 凪早苗   | にわ素彦 | 菅原之道雪 BigOwl                     | 岩倉ヨーコ 中本尚 | 11月27日       |

### 放送局
| 放送期間                 | 放送時間                     | 放送局   | 対象地域 | 備考                  |
| ------------------------ | ---------------------------- | -------- | -------- | --------------------- |
| 2021年10月2日 - 11月27日 | 土曜 1:00 - 1:05（金曜深夜） | TOKYO MX | 東京都   |                       |
| 2021年10月4日 - 11月29日 | 月曜 1:05 - 1:10（日曜深夜） | BS11     | 日本全域 | BS放送 / 『ANIME+』枠 |

インターネットではYouTube、ニコニコ動画、dアニメストア、U-NEXT、アニメ放題、ビデオマーケットにてオンエア版が配信され、AnimeFestaでは土曜0時より年齢制限のあるプレミアム版も含めて先行配信される。